# Bellencombre
Bellencombre – miejscowość i gmina we Francji, w regionie Normandia, w departamencie Sekwana Nadmorska.
Według danych na rok 1990 gminę zamieszkiwało 638 osób, a gęstość zaludnienia wynosiła 49 osób/km² (wśród 1421 gmin Górnej Normandii Bellencombre plasuje się na 371. miejscu pod względem liczby ludności, natomiast pod względem powierzchni na miejscu 208.).